# Loma del Tío Ginés

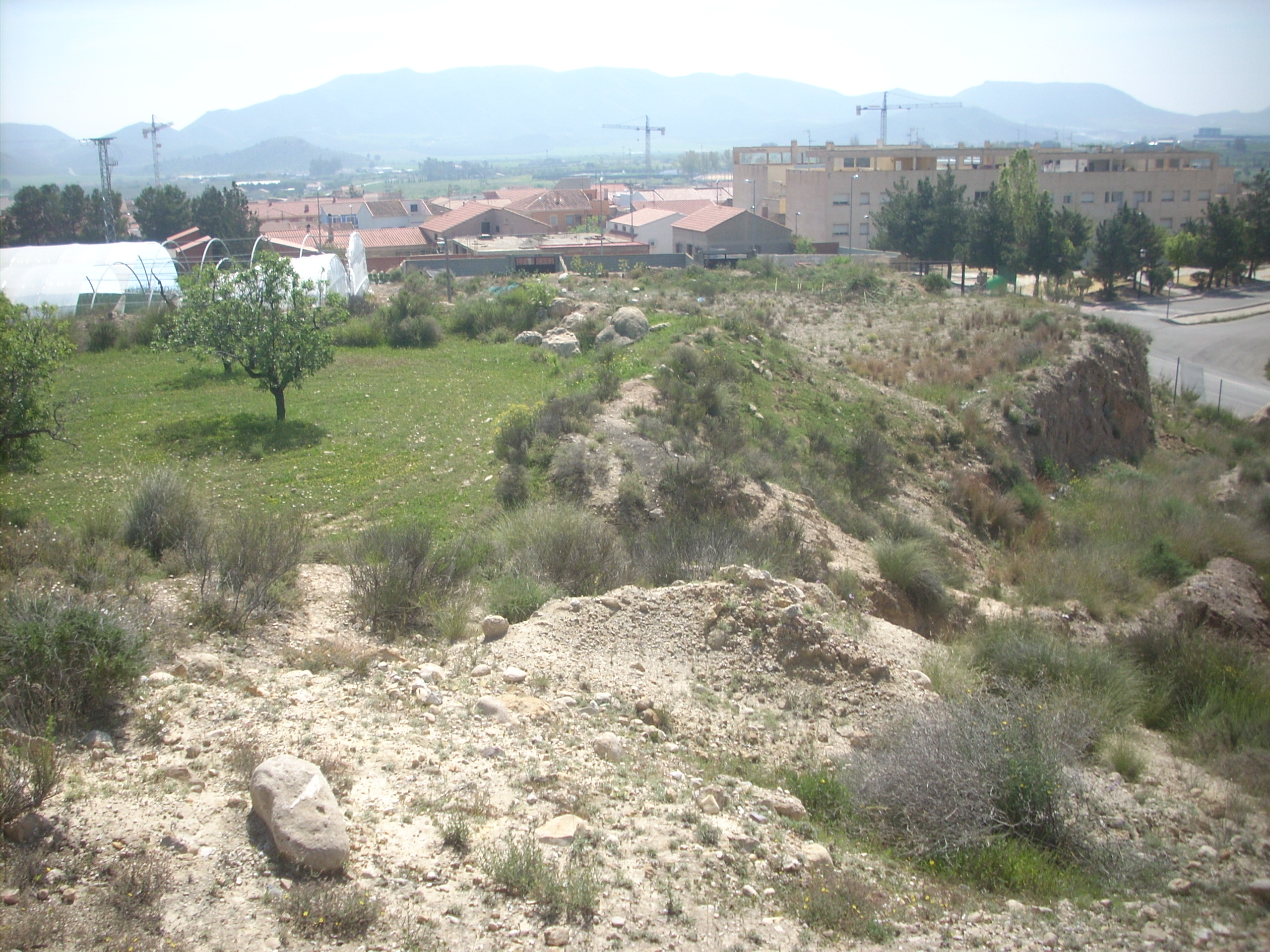
Vista del lugar en el que se sitúa el yacimiento

Loma del Tío Ginés es un poblado en llanura de la época argárica. Se localiza en el municipio de Puerto Lumbreras (Región de Murcia, España), en el paraje de La Cañada, en un relieve alomado en el límite de la estribación oriental de Peña Blanca. Se identifica con un pequeño poblado cuya base de subsistencia estaría basada en la explotación de los recursos del entorno y que se desarrolló en el momento de apogeo argárico el sudeste, en un periodo cronológico que abarcaría desde el 1970 hasta el 1700 a. C.

## El poblado
Loma del Tío Ginés fue descubierto casualmente en 1980 al efectuarse un desfonde en el terreno para la construcción de un almacén, localizándose un enterramiento en cista que fue depositado en el Museo Arqueológico de Murcia. La profesora Ayala Juan señala que en esos mismos trabajos  “fueron halladas tres lajas dispuestas verticalmente que cerraban tres ramales” de una conducción de agua o canal de riego, una acequia que sería similar a la documentada en otro poblado argárico de llanura como es Rincón de Almendricos

En 1994 se realizó una campaña de excavación en el yacimiento con motivo de la construcción de la Autovía del Mediterráneo que afectaba a parte de los restos arqueológicos. Únicamente se excavaron dos unidades habitacionales, una completamente desarticulada y otra de la que se pudo reconocer su planta completa, si bien el poblado debió estar constituido por un mínimo de seis viviendas. Se trataría de un poblado con un hábitat disperso y casas  diseminadas dentro de un espacio determinado, formando unidades familiares independientes pero carentes de protección o defensas generales a todo el asentamiento.

### La vivienda
Estaba excavada en el terreno natural, con una longitud de 11 metros y dos metros de anchura, con zócalos de mampostería y alzados de adobe. No se documentaron agujeros de poste para la sustentación de la cubierta de la casa, si bien los restos arqueológicos estaban afectados por el laboreo agrícola. En su interior sólo se pudo definir el suelo de la vivienda, de dos o tres centímetros de groso, una zona con restos de combustión que fue interpretada como un posible hogar, y parte del ajuar doméstico  compuesto mayoritariamente por materiales cerámicos (cuencos, tulipas y vasijas de almacenamiento), escasa industria lítica tallada (alguna lasca laminar y láminas sin retocar), fragmentos de molino y una posible muela, así como semillas carbonizadas que podrían ser gramíneas o leguminosas.

## Enterramientos
Se excavaron dos enterramientos, uno en doble urna y otro en fosa con cubierta de tipo tumular, este último un tipo de enterramiento que no es común dentro de la cultura argárica. Se trata de una fosa de forma ovoide, con una profundidad máxima de 55 cm y cubierta con una estructura de forma tumular de piedras trabadas con un sedimento de margas arcillosas. Destaca la ausencia en su interior de ajuar funerario y restos antropológicos, por lo que sus excavadores apuntan la posibilidad que se tratase de un cenotafio, un monumento funerario en el que no se depositó el cadáver de la persona  a la que fue dedicado, si bien no descartan la posibilidad de que se tratase de una estructura de tipo cultual o social.

El segundo enterramiento se localiza en una fosa donde se depositaron dos urnas (forma 5), en posición horizontal, con las bocas encajadas y selladas con barro arcilloso. Tampoco se hallaron restos óseos ni ajuar, por lo que también fue interpretado como un cenotafio. En este sentido destaca la ausencia de restos faunísticos en el poblado, por lo que es posible que las características químicas de la tierra contribuyeran a la destrucción de los restos óseos.